# Christl Filippovits
Christine „Christl“ Filippovits, nach Heirat Christine Bahula (* 12. Juli 1944 in Schärding), ist eine ehemalige österreichische Schwimmerin.

## Sportliche Karriere
Die 1,68 Meter große Christl Filippovits schwamm für den Wiener Verein Erster Wiener Donau SC. Später erhielt sie die Ehrenmitgliedschaft des Vereins.
Filippovits war Spezialistin im Brustschwimmen. Sie nahm an den Schwimmeuropameisterschaften 1958 und 1966 teil. Sie war vielfache Landesmeisterin und stellte mehrere österreichische Rekorde auf.
Bei ihrer ersten Olympiateilnahme 1960 in Rom wurde Filippovits 20. über 200 Meter Brust. Vier Jahre später bei den olympischen Schwimmwettbewerben in Tokio erreichte sie den 19. Platz. Vor den Olympischen Spielen 1968 in Mexiko-Stadt wurde das olympische Programm im Schwimmen deutlich erweitert. Für Christl Filippovits bedeutete dies, dass zwei Disziplinen im Brustschwimmen ausgetragen wurden. Über 100 Meter Brust schwamm sie im Halbfinale die zwölftbeste Zeit, die ersten acht Schwimmerinnen erreichten das Olympiafinale. Auf der 200-Meter-Strecke wurde sie in 2:51,3 Minuten Zehnte der Vorläufe und verfehlte den Endlauf um 0,7 Sekunden.